# Palau Macelli
Palau Macelli és un edifici del municipi de Castelló d'Empúries (Alt Empordà) inclòs en l'Inventari del Patrimoni Arquitectònic de Catalunya.

## Descripció
Situat dins de l'antic nucli emmurallat de la població, en el barri del puig Salner, a escassos metres de la basílica menor de Santa Maria.
Edifici que consta de planta baixa i dos pisos d'alçada, amb coberta a dues vessants i ràfec de teula àrab. La part més destacable de la planta baixa és el vestíbul d'accés a l'edifici, que dona pas a un petit pati interior. Aquest espai està distribuït en dos nivells diferents separats per un gran arc rebaixat adovellat, amb una motllura que recorre el seu intradós. Des de la part superior del vestíbul s'accedeix a les escales que pugen a la primera planta, d'un sol tram amb balustrada i situades a la part dreta del pati interior. Des del vestíbul, l'accés al pati i a les escales es fa a través de dues lleugeres arcades de mig punt sustentades per pilars de planta quadrada, adossats a les parets. El pati, de planta més o menys rectangular, està delimitat per dos trams porticats formats per una successió d'arcs de mig punt adovellats sustentats per pilars de planta quadrada. La façana, a la planta baixa, compta amb un gran portal d'arc de mig punt adovellat d'accés al vestíbul i, al seu costat, una finestra de les mateixes característiques. A la resta de pisos, les obertures són de llinda plana i brancals adovellats, tot i que les finestres de la primera planta són d'obertura rectangular i les de la segona són més quadrades.

## Història
La família Macelli va acabar de construir el casal el 1666 i el destinà a habitatge familiar.
Actualment, l'edifici està destinat a hostalatge.